# Les Chèvres du Pentagone
Pour plus de détails, voir Fiche technique et Distribution.
Les Chèvres du Pentagone (The Men Who Stare at Goats), ou Les Hommes qui regardent les chèvres au Québec, est une comédie américano-britannique de Grant Heslov sortie en 2009, adapté du livre du même nom écrit par Jon Ronson.

## Synopsis
Bob Wilton est un journaliste totalement désespéré. Jusqu'au jour où, au Koweït, il fait la connaissance de Lyn Cassady, un soldat de l'armée américaine qui combat le terrorisme grâce à ses pouvoirs paranormaux, la New Earth Army. Ensemble, ils se rendent en Irak où ils rencontrent Bill Django, le fondateur de l'unité et Larry Hooper, qui dirige une prison...

## Fiche technique
- Titre : Les Chèvres du Pentagone
- Titre québécois : Les Hommes qui regardent les chèvres
- Titre original : The Men Who Stare at Goats
- Réalisation : Grant Heslov
- Scénario : Peter Straughan, d'après The Men Who Stare at Goats de Jon Ronson
- Directeur artistique : Peter Borck
- Décors : Sharon Seymour
- Costumes : Louise Frogley
- Photographie : Robert Elswit
- Montage : Tatiana S. Riegel
- Musique : Rolfe Kent
- Production : George Clooney, Grant Heslov et Paul Lister
- Sociétés de production : BBC Films, Smokehouse, Westgate Film Services et Winchester Capital Partners
- Société de distribution :  Maple Pictures ;  Overture Films
- Budget : 25 millions $
- Langue : anglais
- Format : Couleur • 2,35 : 1 • 35mm
- Dates de sortie :
  - Italie : Mostra de Venise 2009 : 8 septembre 2009
  - Canada :  Festival international du film de Toronto : 11 septembre 2009
  - Royaume-Uni, États-Unis, Canada : 6 novembre 2009
  - France, Suisse : 10 mars 2010

## Distribution

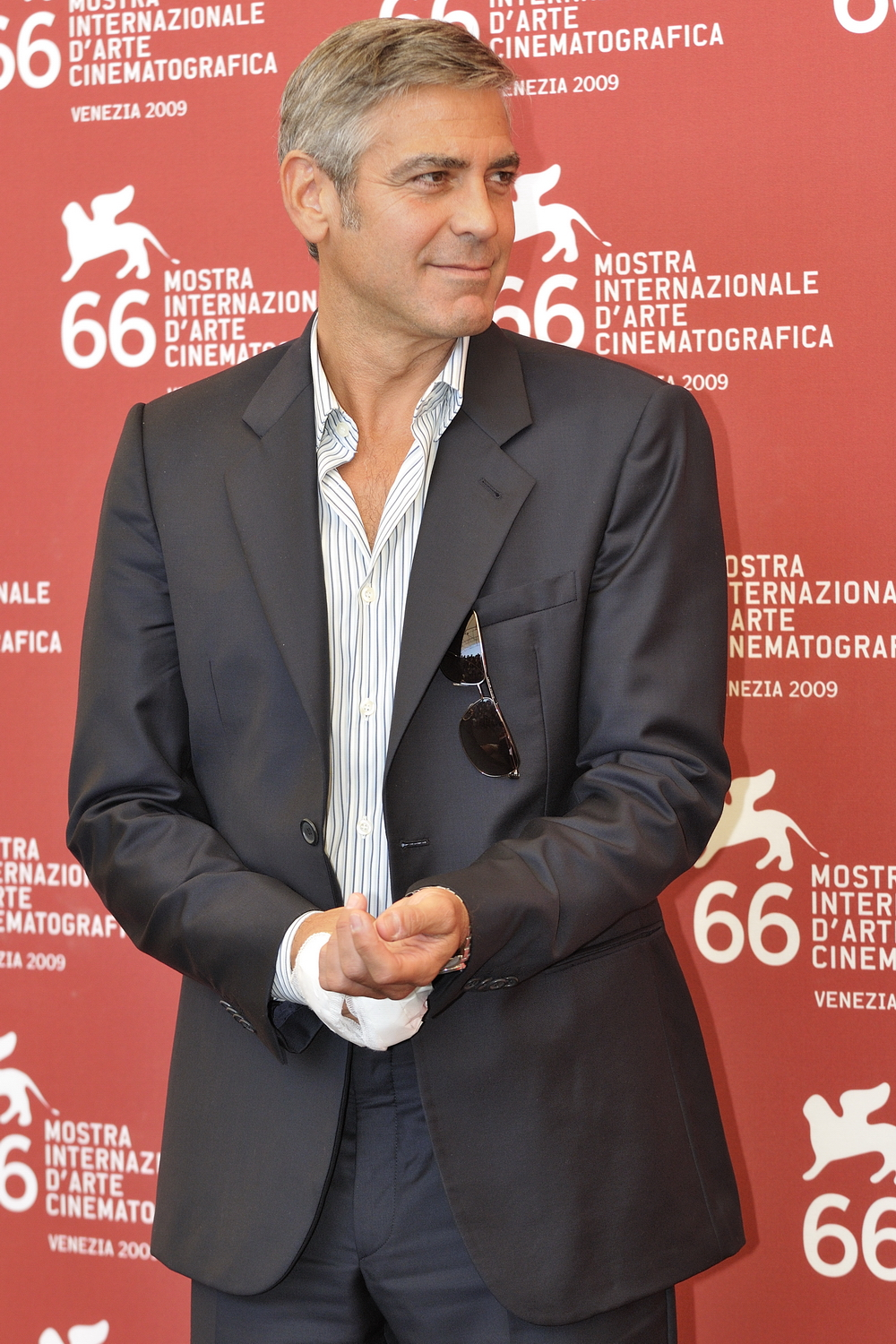
George Clooney pour la présentation du film à la Mostra de Venise 2009.

- George Clooney (VF : Samuel Labarthe et VQ : Daniel Picard) : Lyn Cassady
- Jeff Bridges (VF : Patrick Floersheim et VQ : Hubert Gagnon) : Bill Django
- Ewan McGregor (VF : Bruno Choël et VQ : François Godin) : Bob Wilton
- Kevin Spacey (VF : Gabriel Le Doze et VQ : Pierre Auger) : Larry Hooper
- Stephen Lang (VF : Jean-Bernard Guillard et VQ : Éric Gaudry) : Brigadier Général Dean Hopgood
- Robert Patrick (VF : Serge Biavan et VQ : Bernard Fortin) : Todd Nixon
- Stephen Root (VF : Patrice Melennec et VQ : Raymond Bouchard) : Gus Lacey
- Nick Offerman (VF : Franck Capillery) : Scotty Mercer
- Waleed Zuaiter (VF : Omar Yami et VQ : Manuel Tadros) : Mahmud Daash
- Glenn Morshower (VF : Max Aulivier) : Major Jim Holtz
- Tim Griffin (VF : Gerlard Maillet) : Tim Kootz
- Rebecca Mader (VF : Lydia Cherton et VQ : Catherine Hamann) : Debora Wilton
- Todd La Tourrette (VF : Yann Guillemot) : Dave
- Steve Witting : Travailleur PSIC n°1
- Anthony Shell : Travailleur PSIC n°2

Source et Légende doublage : VF = Version Française

## Bande originale
- Oudistic, interprété par Kasbah Rockers
- You're What I Need the Most, interprété par Stephen Edwards
- More Than a Feeling, interprété par Boston
- Alright, interprété par Supergrass
- Dancing with Myself, interprété par Billy Idol
- Hippy Hippy Shake, interprété par The Swingin' Blue Jeans
- Itchycoo Park, interprété par Small Faces
- I Had Too Much to Dream Last Night, interprété par Army Navy, Justin Kennedy, Louie Schultz et Douglas Randall

## Production

### Tournage
- L'histoire se situe en partie à Fort Bragg, Caroline du Nord, au Centre de commandement des Forces spéciales.
- Pour simuler l'Irak, le film a été principalement tourné dans l'État du Nouveau-Mexique : dans les villes d'Estancia, Zia Pueblo, Albuquerque et Alamogordo. Des scènes ont également été tournées à Santa Clarita en Californie, et celles du Viêt Nam ont été tournées à Porto Rico pendant la saison des ouragans[2].

## Accueil

### Accueil critique
Le film a obtenu un accueil critique mitigé, recueillant 52 % sur le site Rotten Tomatoes, pour 205 critiques collectés et une moyenne de 5,7⁄10. Il obtient un score de 54⁄100 sur le site Metacritic, pour 33 critiques. Le site Allociné lui attribue une moyenne de 3,2⁄5, pour 21 critiques.
La prestation de George Clooney est saluée et le film est qualifié d'« aperçu burlesque des hommes à la guerre » et qu'il est « souvent divertissant », mais est critiqué car « certains peuvent trouver sa satire et son humour noir manquer de nerf ».

## Autour du film
- La New Earth Army du film est inspirée du vrai First Earth Battalion, fondé par Jim Channon, vétéran du Viêt Nam devenu adepte du New Age, interprété par Jeff Bridges.
- Le film contient de très nombreuses allusions aux Jedi, personnages fondamentaux de la série de films Star Wars. Ewan McGregor, qui joue ici le rôle du candide Bob, très ignorant de ces choses, incarne au contraire un maître Jedi appelé Obi-Wan Kenobi dans les épisodes I à III de cette saga cinématographique. Interrogé à ce sujet par les lecteurs du magazine Time, Ewan McGregor déclare : « Le metteur en scène prétend qu'il n'a jamais fait le rapprochement, ce qui me paraît un peu gros[7]. »
- Le film a été présenté à la Mostra de Venise le 8 septembre 2009, le 11 septembre 2009 au Festival international du film de Toronto, au Fantastic Fest à Austin le 25 septembre 2009